# Friedrichia leopardina
Friedrichia leopardina är en djurart som tillhör fylumet slemmaskar, och som beskrevs av Chernyshev 1993. Friedrichia leopardina ingår i släktet Friedrichia och familjen Oerstediidae. Inga underarter finns listade i Catalogue of Life.